# Fred H. Kulhawy
Fred Howard Kulhawy (* 8. September 1943 in Topeka, Kansas) ist ein US-amerikanischer Bauingenieur (Geotechnik).
Kulhawy studierte Bauingenieurwesen am New Jersey Institute of Technology (Bachelor 1964, Master-Abschluss 1966) und war ab 1966 an der University of California, Berkeley, wo er 1969 promoviert wurde. 1969 wurde er Assistant Professor an der Syracuse University, 1976 Associate Professor und 1981 Professor an der Cornell University. Er war unter anderem Gastprofessor an der University of Cambridge (1985 als Fulbright Scholar), den Universitäten von Sydney und Hawaii, der Nationalen Universität von Singapur, der University of Queensland und der Universität Hongkong.
Er beschäftigte sich mit numerischer Modellierung und Sicherheitsanalyse in der Geotechnik, aber auch mit Tests von geotechnischen Konstruktionen in großem Maßstab, mit Spannungs-Verformungsverhalten von Böden und Fels und mit Gründungen.
Er arbeitete 1966 bei Storch Engineers, von 1969 bis 1971 als Associate bei Raamot Associates und  ab den 1970er Jahren als selbständiger geotechnischer beratender Ingenieur.
2005 erhielt er den Terzaghi Award. 1982 erhielt er den Walter Huber Forschungspreis der American Society of Civil Engineers (ASCE) und die Norman Medal. 1996 war er Casagrande Lecturer der Boston Society of Civil Engineers. Er ist Distinguished Member der ASCE.

## Schriften
- Embankments and Excavations. In: John T. Christian, Chandrakant S. Desai (Hrsg.): Numerical Methods in Geotechnical Engineering. McGraw Hill, 1977.
- als Herausgeber: Recent developments in geotechnical engineering for hydro projects. ASCE 1981.
- Drilled shaft foundations. In: Fang (Hrsg.): Foundation Engineering Handbook.Reinhold  Van Nostrand, 1991.
- mit Richard E. Goodman: Foundations in Rock. In: Ground Engineers Reference Book. Bell/Butterworths, 1987.
- als Herausgeber: Foundation Engineering: Current Principles and Practice. (GSP 22), 2 Bände, ASCE 1989.